# Torjus Hansén
Torjus Hansén est un footballeur international norvégien, né le 29 octobre 1973 à Skien en Norvège. Il évoluait au poste de stoppeur.

## Biographie
Torjus Hansén évolue en Norvège et en Allemagne. Il joue 221 matchs en première division norvégienne, inscrivant quatre buts, et 31 rencontres en Bundesliga.
Il participe également à la Ligue des champions et à la Ligue Europa. En 2004, il participe à la phase de groupe de la Ligue des champions avec le club de Rosenborg. Il joue à cet effet trois matchs, contre le PSV Eindhoven, le Panathinaikos, et le club londonien d'Arsenal.
Torjus Hansén reçoit trois sélections en équipe de Norvège entre 2002 et 2003. Il joue son premier match le 20 novembre 2002, contre l'Autriche, au cours d'un match amical disputé à Vienne et gagné par les Norvégiens (1-0). Il reçoit sa dernière sélection le 30 avril 2003, en amical contre l'Irlande (défaite 1-0).

## Palmarès
Rosenborg BK
- Champion de Norvège en 2003 et 2004
- Vainqueur de la Coupe de Norvège en 2003